# Amblycirrhitus bimacula
Amblycirrhitus bimacula är en fiskart som först beskrevs av Jenkins, 1903.  Amblycirrhitus bimacula ingår i släktet Amblycirrhitus och familjen Cirrhitidae. Inga underarter finns listade i Catalogue of Life.

## Bildgalleri

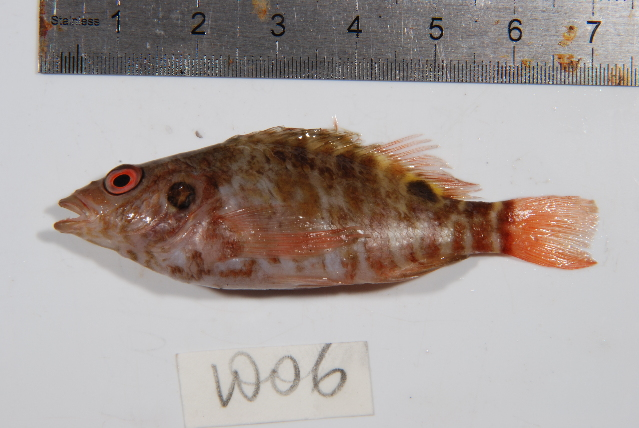